# Lijst van personen overleden in februari 2023
Dit is een lijst van bekende personen die zijn overleden in februari 2023.

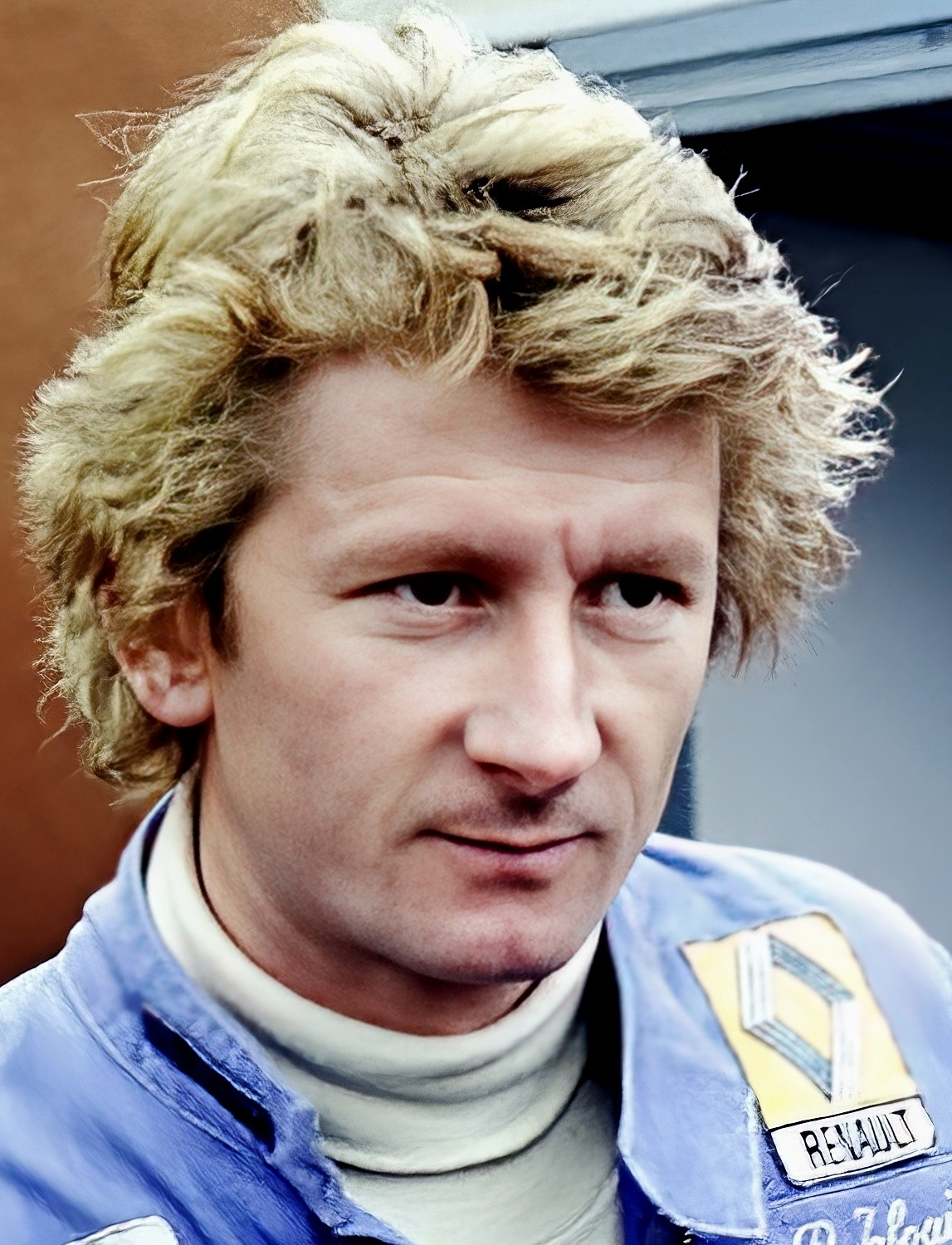
Jean-Pierre Jabouille
2 februari

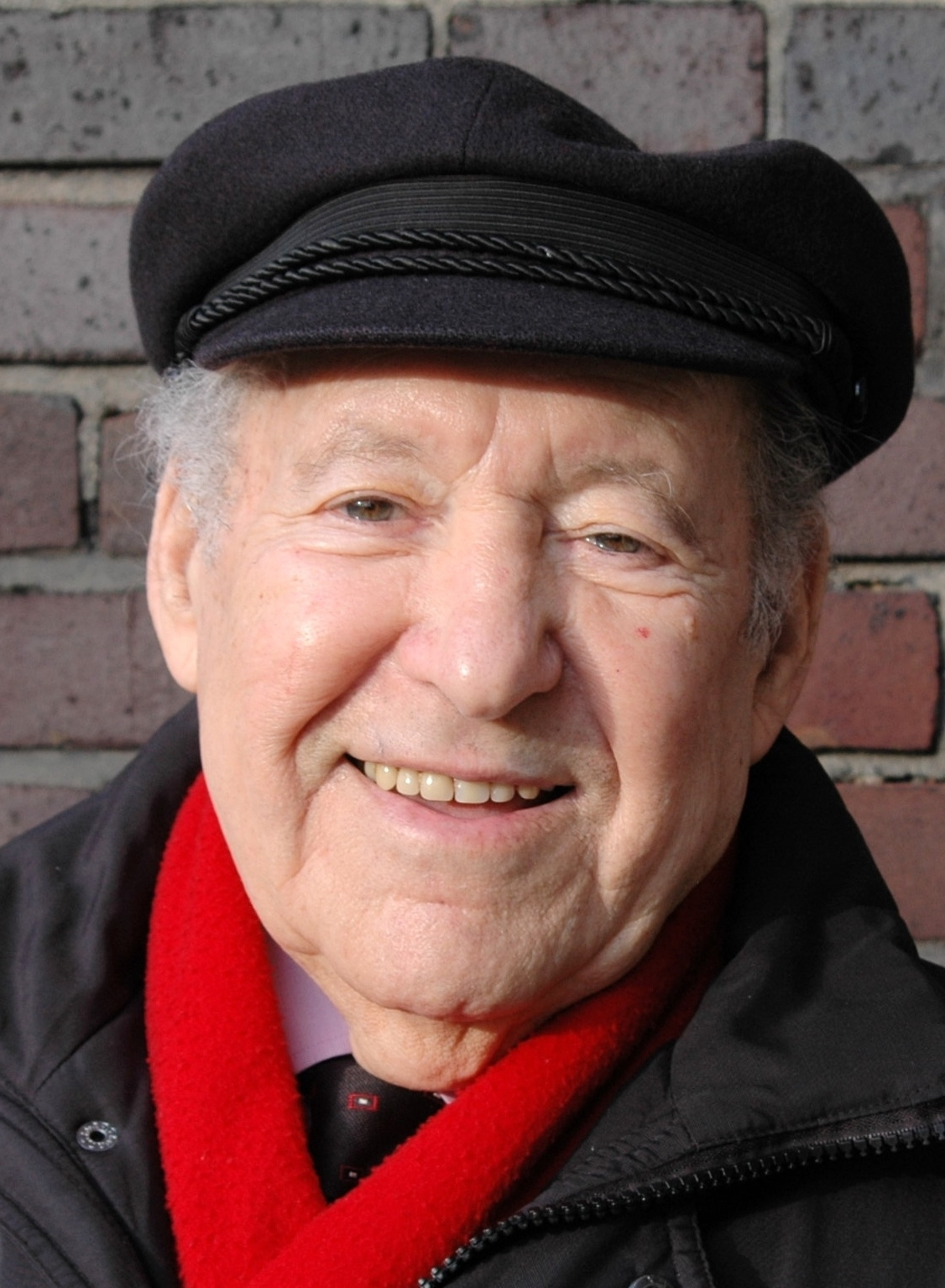
Solomon Perel
2 februari

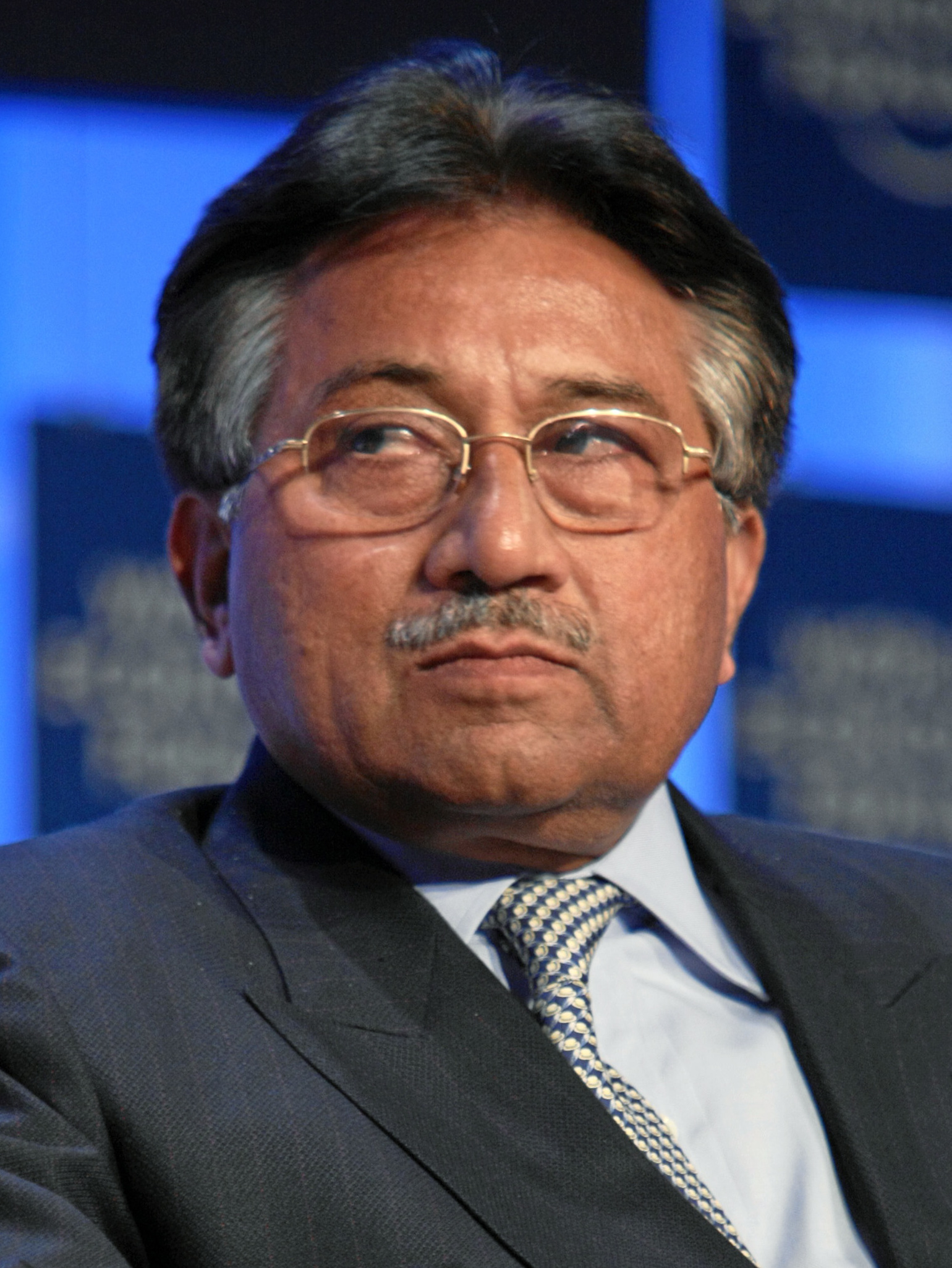
Pervez Musharraf
5 februari

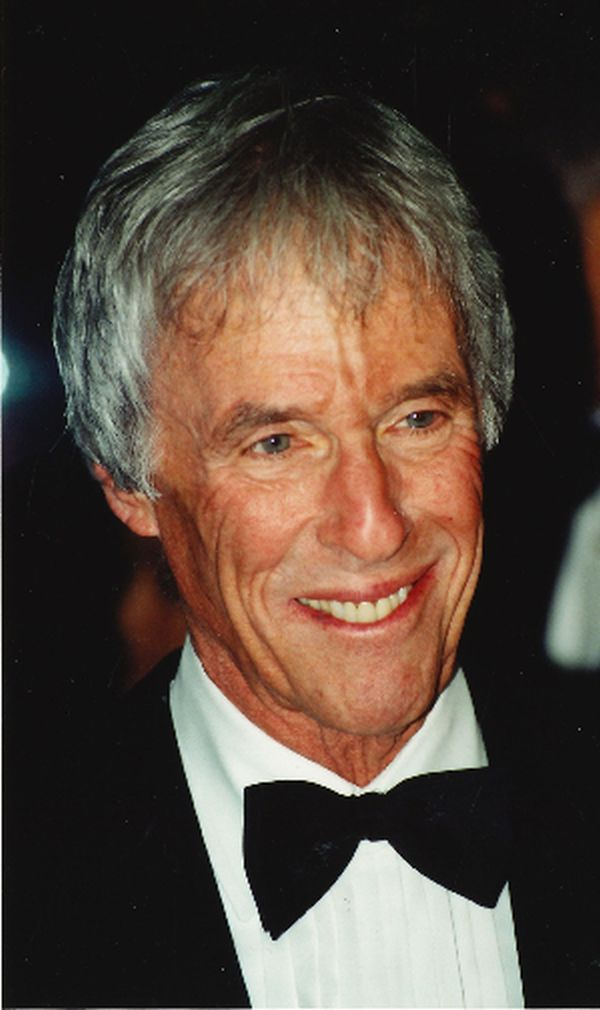
Burt Bacharach
8 februari

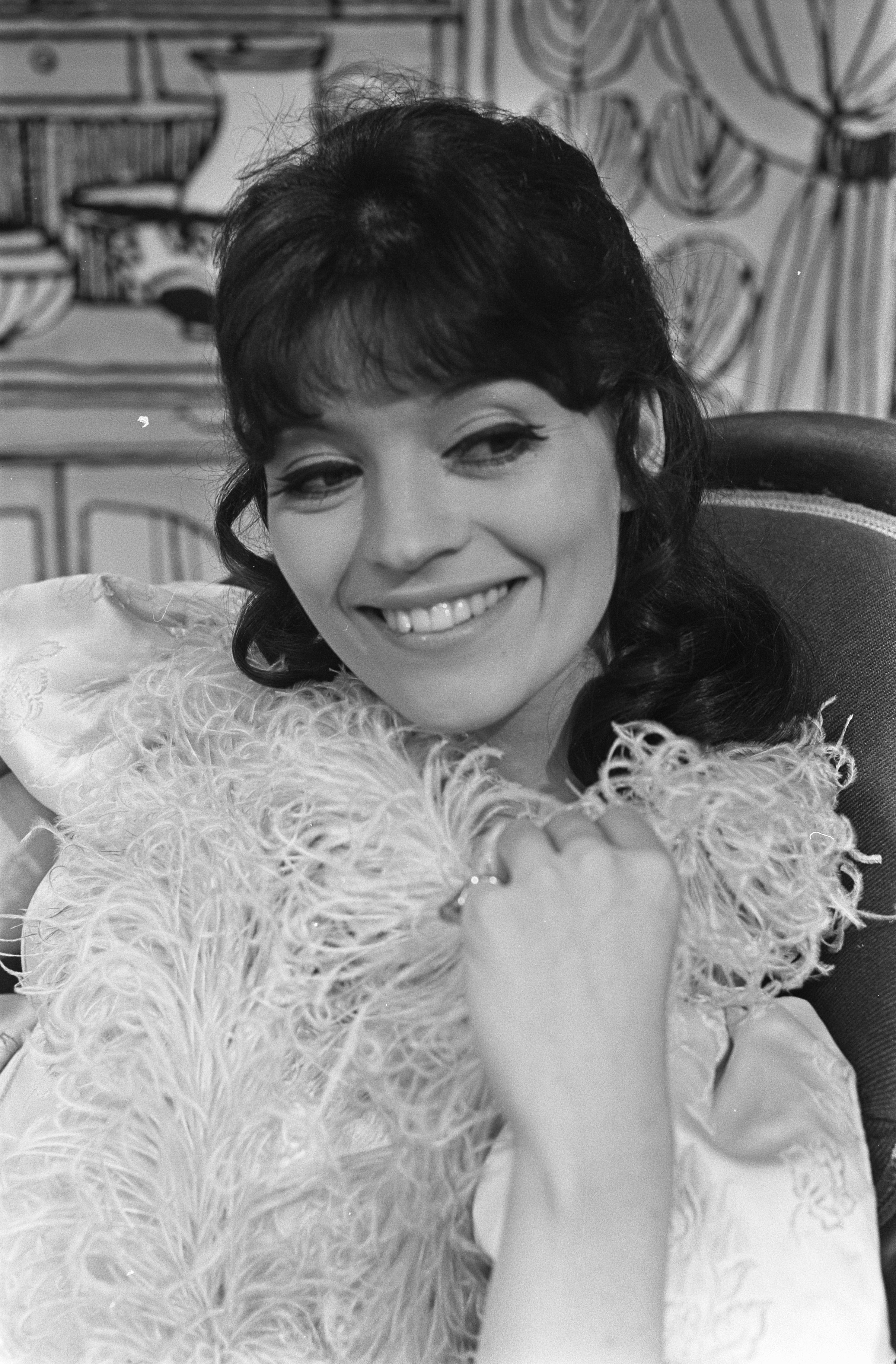
Marijke Merckens
9 februari

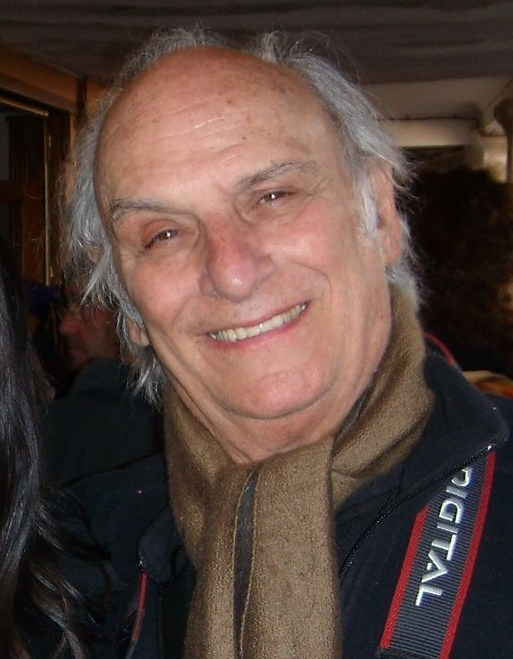
Carlos Saura
10 februari

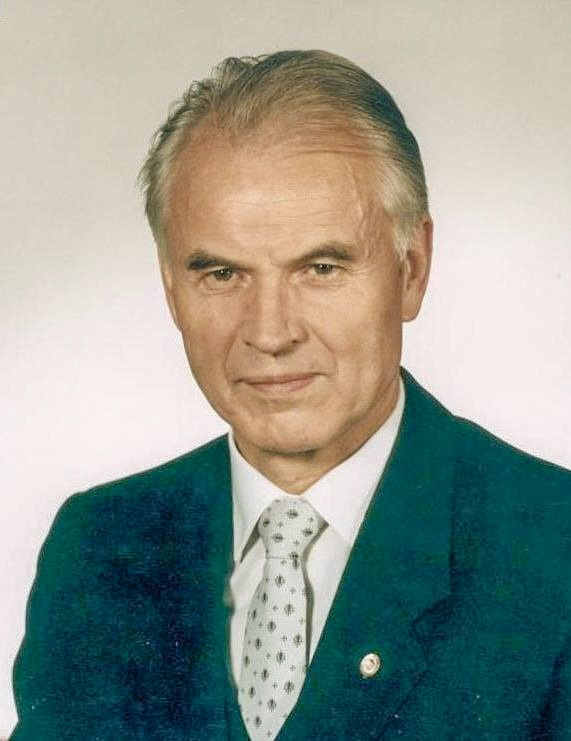
Hans Modrow
11 februari

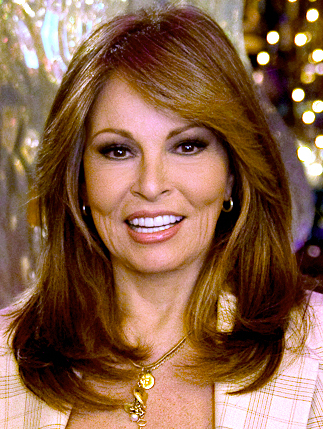
Raquel Welch
15 februari

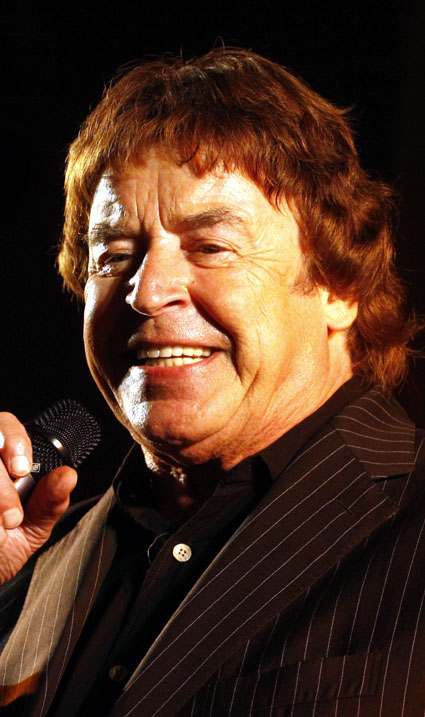
Tony Marshall
16 februari

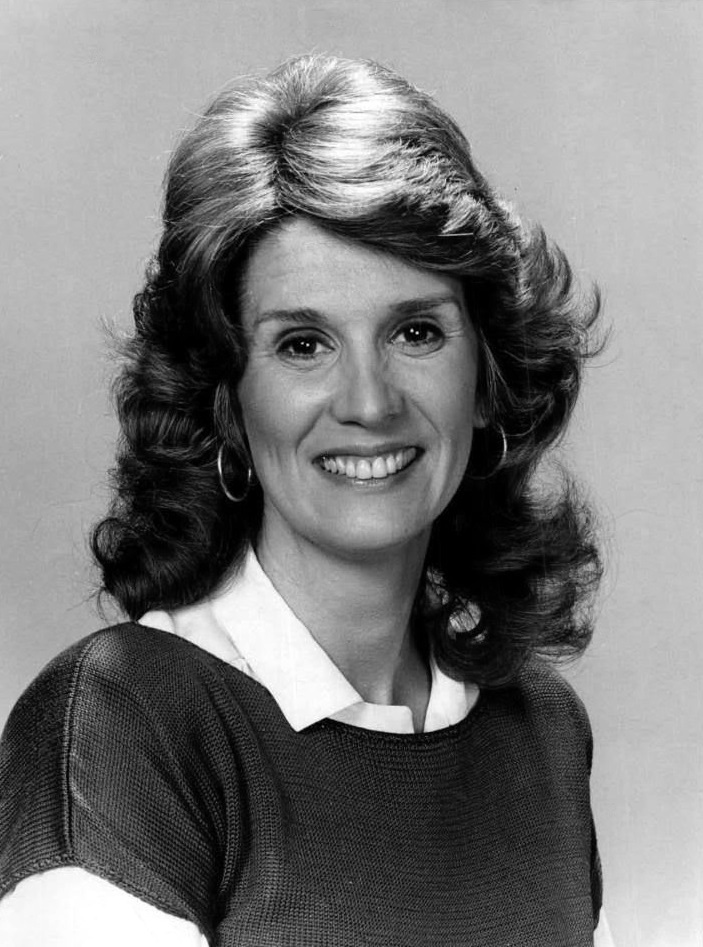
Barbara Bosson
18 februari

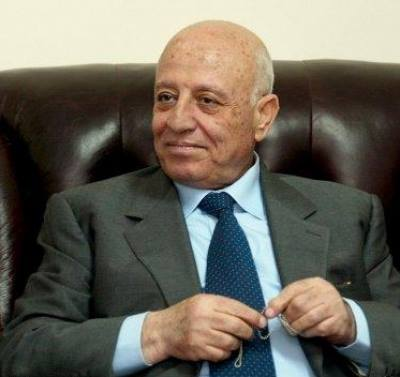
Ahmed Qurei
22 februari

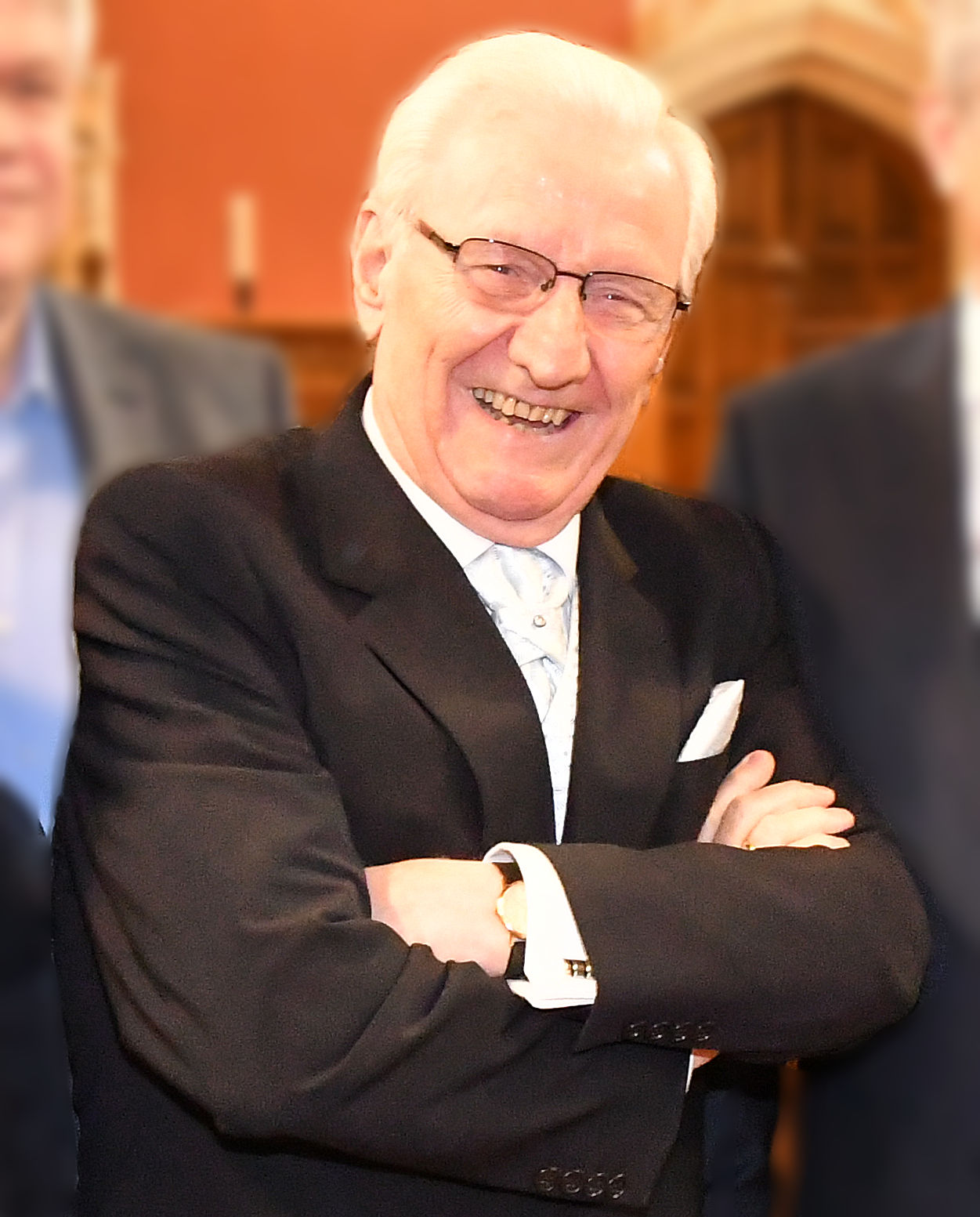
Vic Anciaux
24 februari

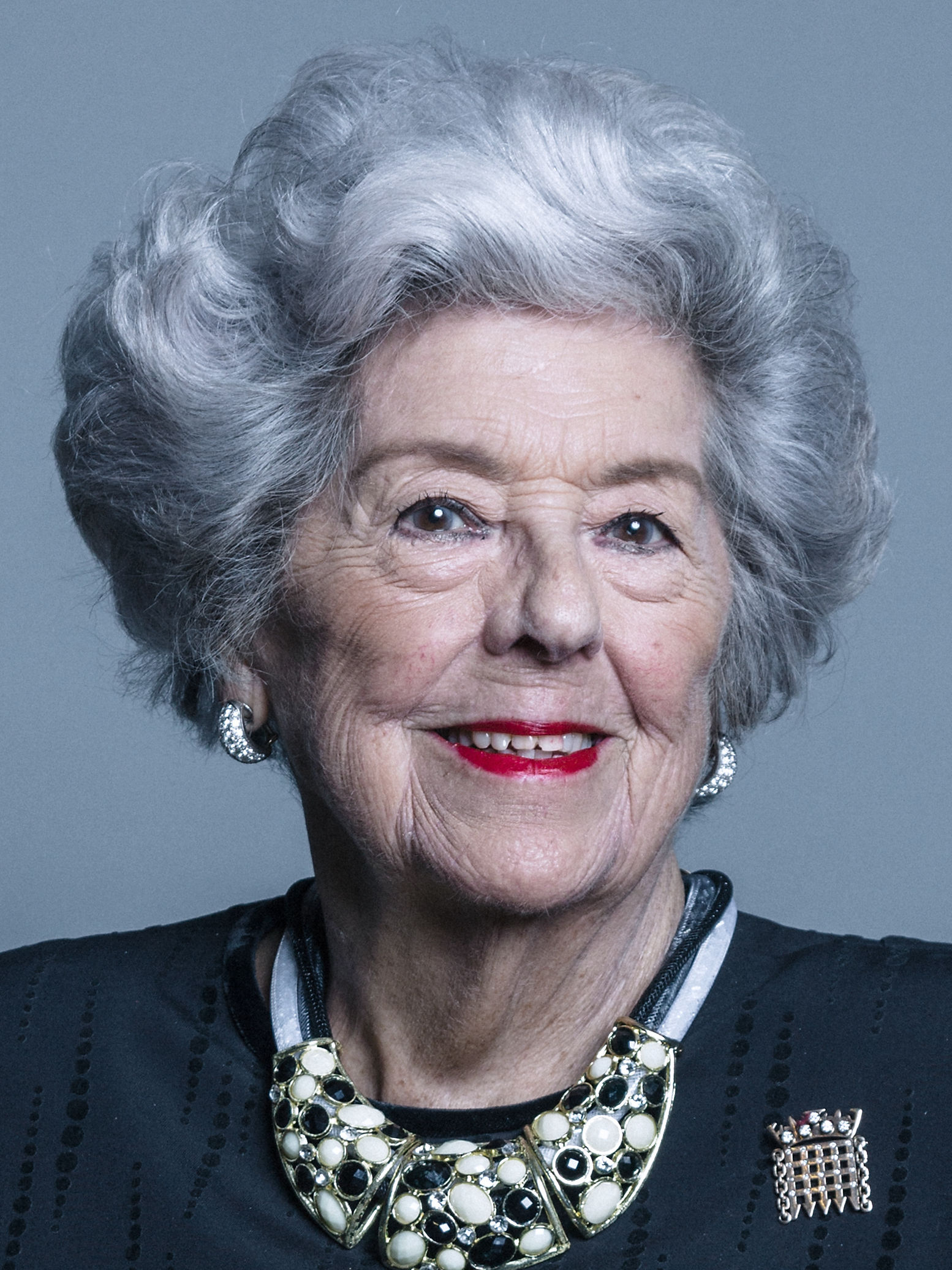
Betty Boothroyd
26 februari

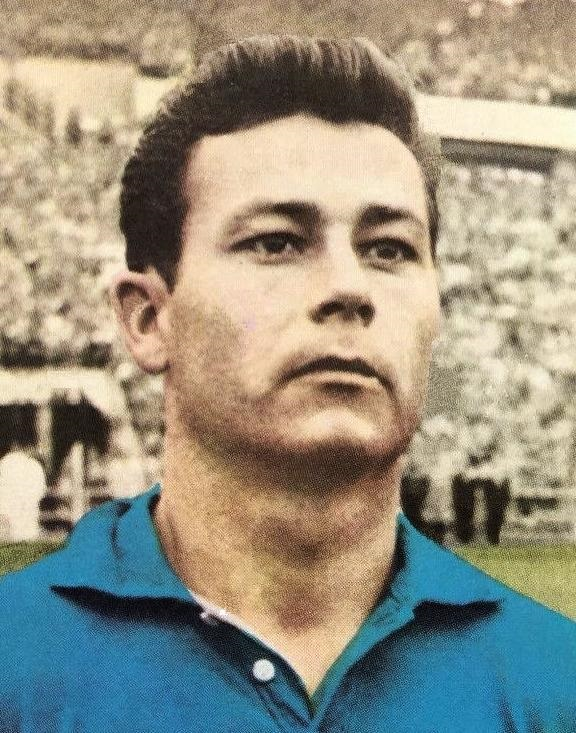
Just Fontaine
28 februari

| 1 | 2 | 3 | 4 | 5 | 6 | 7 | 8 | 9 | 10 | 11 | 12 | 13 | 14 | 15 | 16 | 17 | 18 | 19 | 20 | 21 | 22 | 23 | 24 | 25 | 26 | 27 | 28 |
| - | - | - | - | - | - | - | - | - | -- | -- | -- | -- | -- | -- | -- | -- | -- | -- | -- | -- | -- | -- | -- | -- | -- | -- | -- |

### 1 februari
- Angel Alcala (93), Filipijns herpetoloog en wetenschapper[1]
- Hans Sleven (86), Nederlands voetballer[2]
- George P. Wilbur (81), Amerikaans acteur en stuntman[3]

### 2 februari
- Jean-Pierre Jabouille (80), Frans autocoureur[4]
- Butch Miles (78), Amerikaans jazzdrummer[5]
- Solomon Perel (97), Duits-Israëlisch auteur[6]

### 3 februari
- Joan Oates (94), Amerikaans archeologe[7]
- Paco Rabanne (88), Spaans modeontwerper[8]
- Norbert Van Slambrouck (85), Belgisch radiopresentator en zanger[9]
- Melis van der Sluis (91), Nederlands kunstenaar[10]
- Shevah Weiss (87), Pools-Israëlisch politiek wetenschapper en politicus[11]

### 4 februari
- Luciano Armani (82), Italiaans wielrenner[12]
- Piet van Dijk (75), Nederlands voetballer[13]
- Sherif Ismail (67), Egyptisch politicus[14]
- Geert-Jan Laan (79), Nederlands journalist[15]
- Roberto Ongpin (86), Filipijns zakenman en politicus[16]

### 5 februari
- Hsing Yun (95), Chinees boeddhistisch monnik[17]
- Pervez Musharraf (79), Pakistaans politicus[18]

### 6 februari
- Greta Andersen (95), Deens zwemster[19]
- Lucien Jacques Baucher (93), Belgisch architect[20][21]
- John Moeti (55), Zuid-Afrikaans voetballer[22]
- Lubomír Štrougal (98), Tsjechisch politicus[23]
- Ger Thijs (74), Nederlands acteur en regisseur[24]

### 7 februari
- Jo-El Azara (Joseph Loeckx) (85), Belgisch stripauteur[25]
- Luc Devliegher (95), Belgisch kunsthistoricus[26]
- Ahmet Eyüp Türkaslan (28), Turks voetballer[27]
- Luc Winants (60), Belgisch schaker[28]

### 8 februari
- Burt Bacharach (94), Amerikaans componist, songwriter, platenproducent en pianist[29]
- Miroslav Blažević (87), Kroatisch voetbaltrainer en -speler[30]
- Elena Fanchini (37), Italiaans alpineskiester[31]
- Volkan Kahraman (43), Oostenrijks-Turks voetballer[32]
- Cody Longo (34), Amerikaans acteur[33]
- Vladimir Morozov (82), Sovjet-Turkmeens kanovaarder[34]
- Ivan Silajev (92), Russisch politicus[35]
- Branka Veselinović (104), Servisch actrice[36]

### 9 februari
- Jean-Maurice Dehousse (86), Belgisch politicus[37]
- Estela Domínguez (18), Spaans wielrenster[38]
- Marijke Merckens (83), Nederlands actrice[39]
- Marcos Alonso Peña (63), Spaans voetballer[40]

### 10 februari
- Kiernan Forbes (35), Zuid-Afrikaans rapper[41]
- Hugh Hudson (86), Brits filmregisseur[42]
- Marie Gabrielle van Luxemburg (97), Luxemburgs prinses[43]
- Carlos Saura (91), Spaans filmregisseur[44]

### 11 februari
- Deniz Baykal (84), Turks politicus[45]
- Adrien Fainsilber (90), Frans architect en planoloog[46]
- Robert Hébras (97), Frans oorlogsoverlevende[47]
- Austin Majors (27), Amerikaans acteur[48]
- Hans Modrow (95), Duits politicus[49]
- Theo Peters (Theetje Bruuns) (76), Nederlands volkszanger[50]

### 12 februari
- Roger Bobo (84), Amerikaans tubaspeler[51]
- David Jude Jolicoeur (54), Amerikaans rapper[52]
- Arne Treholt (80), Noors politicus en spion[53]

### 13 februari
- Mikaela Fabricius-Bjerre (53), Fins dressuramazone[54]
- José María Gil-Robles y Gil-Delgado (87), Spaans politicus[55]
- Leiji Matsumoto (85), Japans mangakunstenaar[56]
- Spencer Wiggins (81), Amerikaans soul- en gospelzanger[57]
- Oliver Wood (80), Brits cameraman[58]

### 14 februari
- Friedrich Cerha (96), Oostenrijks componist en dirigent[59]
- Jerry Jarrett (80), Amerikaans worstelpromotor en professioneel worstelaar[60]
- Wim Kras (79), Nederlands voetballer[61]
- Peter Renkens (55), Belgisch zanger[62]
- Shoichiro Toyoda (97), Japans automaker en zakenman[63]

### 15 februari
- Paul Berg (96), Amerikaans biochemicus[64]
- Cilia Erens (76), Nederlands geluidskunstenares[65]
- Grzegorz Skrzecz (65), Pools bokser[66]
- Raquel Welch (82), Amerikaans actrice[67]
- Jacques de Wit (90), Nederlands voetballer en voetbalcoach[68]

### 16 februari
- Sham Binda (69), Surinaams ondernemer en politicus[69]
- Michel Deville (91), Frans filmregisseur en scenarioschrijver[70]
- Chuck Jackson (85), Amerikaans soul- en r&b-zanger[71]
- Tim Lobinger (50), Duits atleet[72]
- Tony Marshall (85), Duits zanger[73]

### 17 februari
- Gerald Fried (95), Amerikaans componist[74]
- Kyle Jacobs (49), Amerikaans muzikant[75]
- Stella Stevens (84), Amerikaans actrice[76]

### 18 februari
- Barbara Bosson (83), Amerikaans actrice[77]
- Robert Cazala (89), Frans wielrenner[78]
- David O'Connell (69), Amerikaans bisschop[79]
- George T. Miller (79), Australisch film- en televisieregisseur en filmproducent[80]
- Petar Zjekov (78), Bulgaars voetballer[81]

### 19 februari
- Richard Belzer (78), Amerikaans stand-upcomedian en acteur[82]
- Christoph Caskel (91), Duits slagwerker[83]
- Greg Foster (64), Amerikaans hordeloper[84]
- Cock Kerling-Simons (93), Nederlands burgemeester[85]
- Jansen Panettiere (28), Amerikaans acteur[86]

### 20 februari
- Victor Brox (81), Brits bluesmuzikant[87]
- Ad Stouthamer (91), Nederlands hoogleraar en microbioloog[88]

### 21 februari
- Amancio Amaro (83), Spaans voetballer[89]
- Henk Deys (90), Nederlands auteur en chemicus[90]
- Nadja Tiller (93), Oostenrijks-Duits actrice[91]

### 22 februari
- André Bailly (81), Belgisch politicus[92]
- Ahmed Qurei (85), Palestijns politicus[93]

### 23 februari
- Slim Borgudd (76), Zweeds autocoureur[94]
- François Couchepin (88), Zwitsers politicus[95]
- Frank Grillaert (76), Belgisch atleet[96]
- Ria Jaarsma (80), Nederlands politica[97]
- Ves Jacobs (77), Nederlands voetballer[98]
- John Motson (77), Brits voetbalcommentator[99]

### 24 februari
- Vic Anciaux (91), Belgisch politicus[100]
- Maurizio Costanzo (84), Italiaans televisiepresentator, journalist en scenarioschrijver[101]

### 25 februari
- Martin Pěnička (53), Tsjechisch voetballer[102]
- PINK de Thierry (Helena Scheerder) (79), Nederlands beeldend kunstenaar[103]

### 26 februari
- Betty Boothroyd (93), Brits politica[104]
- Piet Bos (Opera Pietje) (86), Nederlands radiopresentator en marktkoopman[105]
- Alberto Mario González (81), Argentijns voetballer[106]
- Gleb Pavlovsky (71), Russisch politicoloog[107]
- Bob Richards (97), Amerikaans atleet[108]
- Ans Westra (86), Nederlands-Nieuw-Zeelands fotografe[109]

### 27 februari
- Roué Hupsel (79), Surinaams presentator en schrijver[110]
- Gérard Latortue (88), Haïtiaans politicus[111]
- Burny Mattinson (87), Amerikaans animatie-artiest en regisseur[112]
- Rob Parry (97), Nederlands industrieel ontwerper en interieurarchitect[113]

### 28 februari
- Yvonne Constant (92), Frans balletdanseres en musicalactrice[114]
- Just Fontaine (89), Frans voetballer[115][116]

### Datum onbekend
- Christian Atsu (31), Ghanees voetballer[117][118]
- Ad van den Berg (78), Nederlands activist[119]
- Piet van der Muts (96), Nederlands voetballer[120]
- Rini Verstraeten (71), Nederlands voetballer[121]

januari ·
februari ·
maart ·
april ·
mei ·
juni ·
juli ·
augustus ·
september ·
oktober ·
november ·
december
1900 ·
1901 ·
1902 ·
1903 ·
1904 ·
1905 ·
1906 ·
1907 ·
1908 ·
1909 ·
1910 ·
1911 ·
1912 ·
1913 ·
1914 ·
1915 ·
1916 ·
1917 ·
1918 ·
1919 ·
1920 ·
1921 ·
1922 ·
1923 ·
1924 ·
1925 ·
1926 ·
1927 ·
1928 ·
1929 ·
1930 ·
1931 ·
1932 ·
1933 ·
1934 ·
1935 ·
1936 ·
1937 ·
1938 ·
1939 ·
1940 ·
1941 ·
1942 ·
1943 ·
1944 ·
1945 ·
1946 ·
1947 ·
1948 ·
1949 ·
1950 ·
1951 ·
1952 ·
1953 ·
1954 ·
1955 ·
1956 ·
1957 ·
1958 ·
1959 ·
1960 ·
1961 ·
1962 ·
1963 ·
1964 ·
1965 ·
1966 ·
1967 ·
1968 ·
1969 ·
1970 ·
1971 ·
1972 ·
1973 ·
1974 ·
1975 ·
1976 ·
1977 ·
1978 ·
1979 ·
1980 ·
1981 ·
1982 ·
1983 ·
1984 ·
1985 ·
1986 ·
1987 ·
1988 ·
1989 ·
1990 ·
1991 ·
1992 ·
1993 ·
1994 ·
1995 ·
1996 ·
1997 ·
1998 ·
1999 ·
2000 ·
2001 ·
2002 ·
2003 ·
2004 ·
2005 ·
2006 ·
2007 ·
2008 ·
2009 ·
2010 ·
2011 ·
2012 ·
2013 ·
2014 ·
2015 ·
2016 ·
2017 ·
2018 ·
2019 ·
2020 ·
2021 ·
2022 ·
2023 ·
2024 ·
2025